# Allister Hutton
Allister Hutton (* 18. Juli 1954) ist ein ehemaliger britischer Langstreckenläufer.

## Leben
Jeweils zweimal wurde er schottischer Meister im Crosslauf sowie im 5000- und 10.000-Meter-Lauf.
1985 und 1986 wurde er Dritter des London-Marathons, wobei er 1985 mit 2:09:16 h einen bis heute gültigen schottischen Rekord aufstellte. 1987 wurde er Zweiter beim Great North Run, 1988 Sechster in London, und 1990 gewann er ebendort in 2:10:10.
Von 1974 bis 1987 nahm er zehnmal für Schottland bei den Crosslauf-Weltmeisterschaften teil, mit einem 14. Rang 1977 als bester Platzierung.
Allister Hutton startete für die Edinburgh Southern Harriers (heute Edinburgh Athletic Club).

## Persönliche Bestzeiten
- 5000 m: 13:41,45 min, 23. August 1980, Edinburgh
- 10.000 m: 27:59,12 min, 30. Mai 1986, Aachen
- 10-km-Straßenlauf: 28:13 min, 28. April 1984, Birmingham
- Halbmarathon: 1:02:28 h, 21. Juni 1987,
- Marathon: 2:09:16 h, 21. April 1985, London